# Centistes ophthalmicus
Centistes ophthalmicus är en stekelart som beskrevs av Granger 1949. Centistes ophthalmicus ingår i släktet Centistes och familjen bracksteklar. Inga underarter finns listade.